# Zegar słoneczny w Ogrodzie Saskim
 Zegar słoneczny w Ogrodzie Saskim – zegar słoneczny znajdujący się w pobliżu fontanny w Ogrodzie Saskim w Warszawie.

## Historia
Fundatorem czasomierza, zgodnie z napisem widniejącym na tarczy (ERECTUM EX LEGATO ANTONI MAGIER. A.D. MDCCCLXIII), był Antoni Szeliga Magier. Zegar ustawiono w parku w 1863, tj. 26 lat po śmierci fundatora, dzięki jego zapisowi testamentowemu w wysokości 1000 zł.
Zegar słoneczny, z dawna nazywany kompasem, częściowo zniszczony podczas II wojny światowej, został odrestaurowany w roku 1969 przez Tadeusza Łopieńskiego (rekonstrukcja gnomonu – igły kompasu oraz wypełnienie ubytków marmuru w tarczy).

## Opis
Zegar słoneczny usytuowany jest, patrząc od strony Grobu Nieznanego Żołnierza, obok fontanny, w alei Głównej Ogrodu, będąc zarazem częścią klasycystycznej osi parku (pozostałe ścieżki są względem niej symetrycznie rozłożone). Kompas, wraz z całym Parkiem Saskim, wchodzi w skład tzw. Osi Saskiej, kompleksu rezydencji i ogrodów królewskich powstałych w Warszawie w pierwszej połowie XVIII w.
Zegar odznacza się precyzyjnością w podawaniu czasu; na marmurowej tarczy wyryto siatkę linii wskazujących nie tylko godziny, lecz również kwadranse i pięciominutowe odstępy czasu. W jej centrum umieszczono półksiężyc, który nawiązuje do podobnego zegara słonecznego w Łazienkach Królewskich (elementy osi saskiej). Na kompasie znajduje się także nazwisko prawdopodobnego wykonawcy zegara. Napis, niewielki i niekompletny, głosi: A. SIKORSKI W WAR. Tarcza zegara, o średnicy ok. 80 cm, wyeksponowana jest na żłobionej kolumnie otoczonej ozdobnym ogrodzeniem.

## Galeria

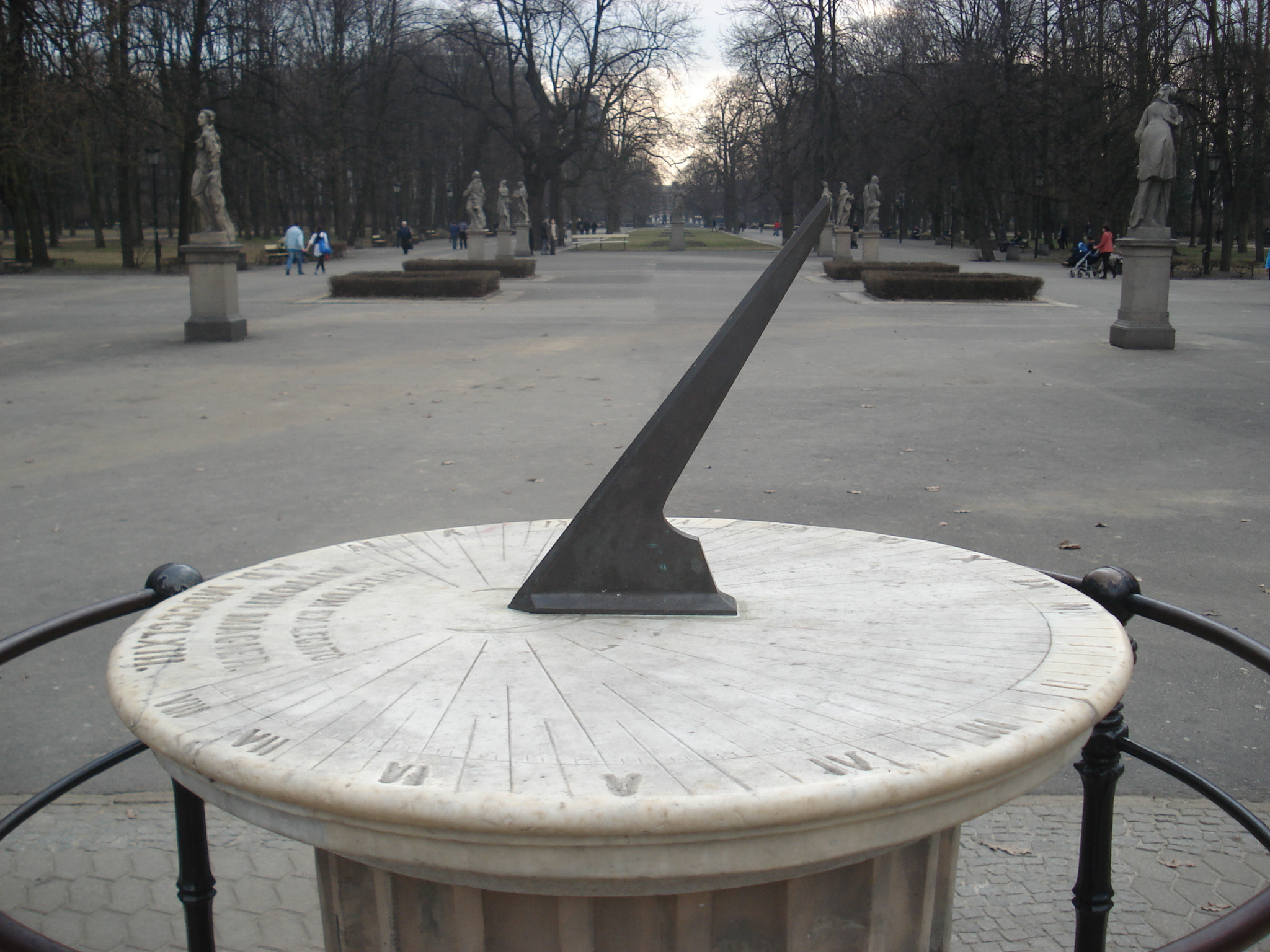
Tarcza zegara
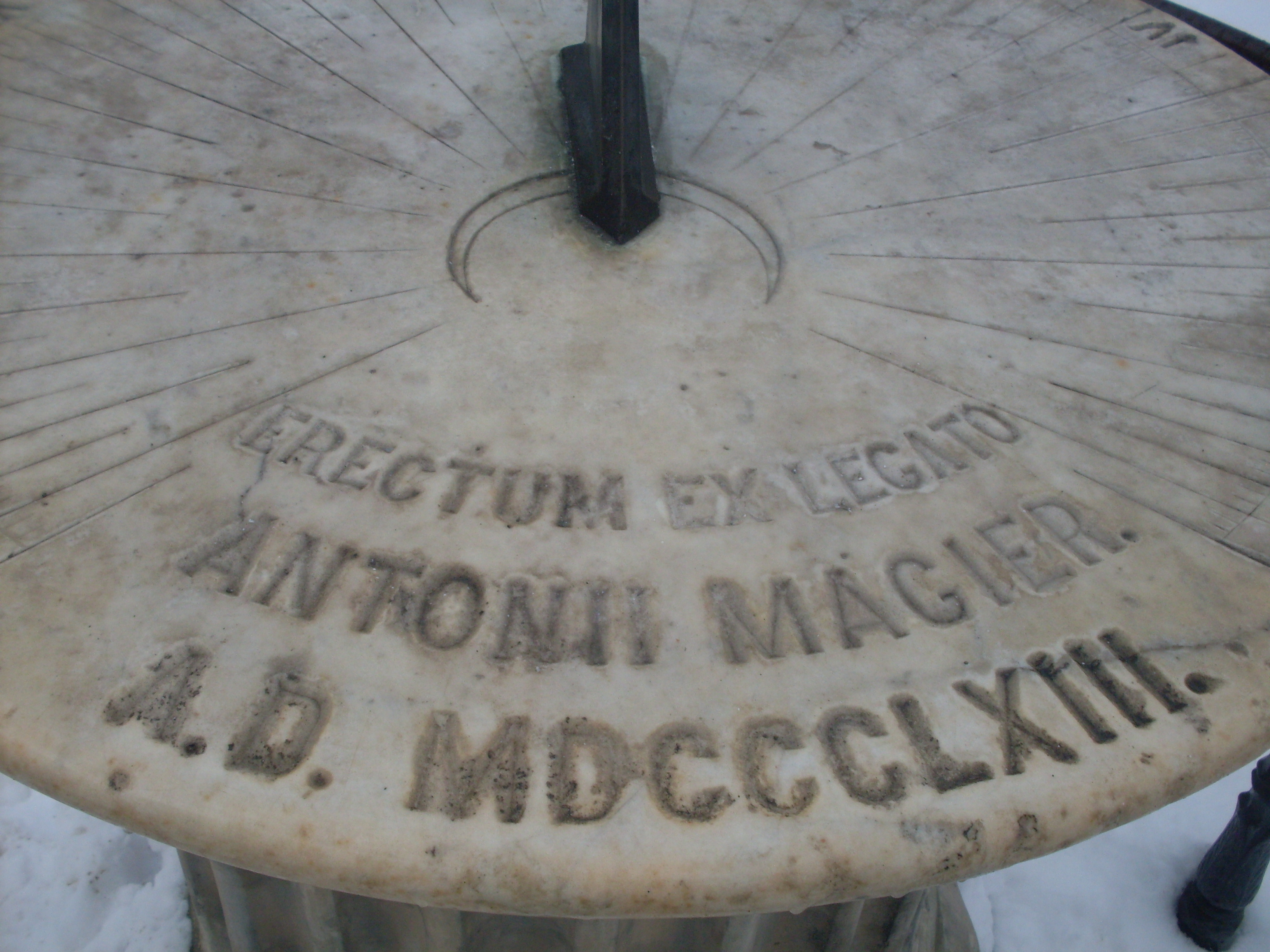
Fragment tarczy zegara z nazwiskiem fundatora
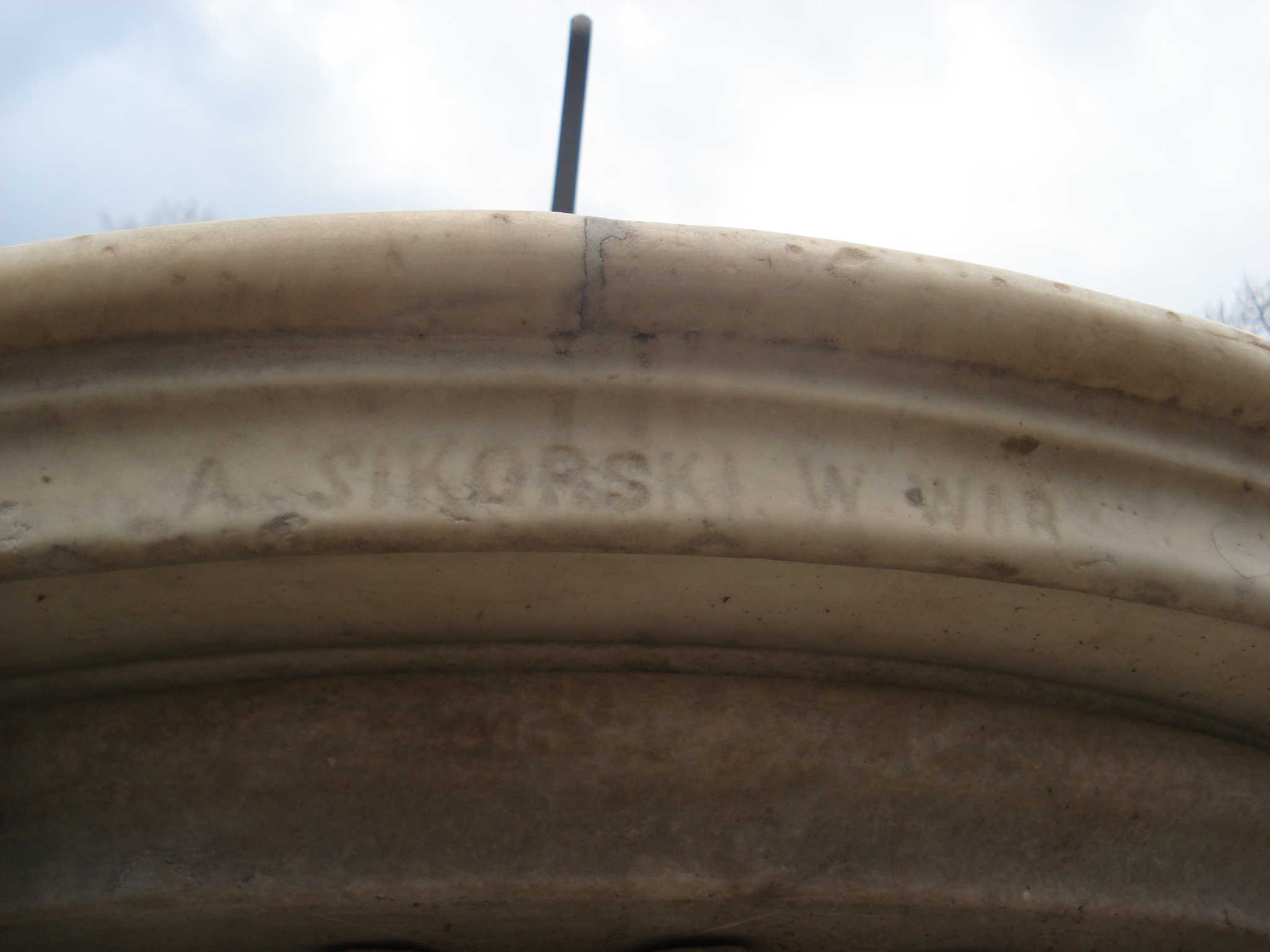
Sygnatura A. Sikorskiego
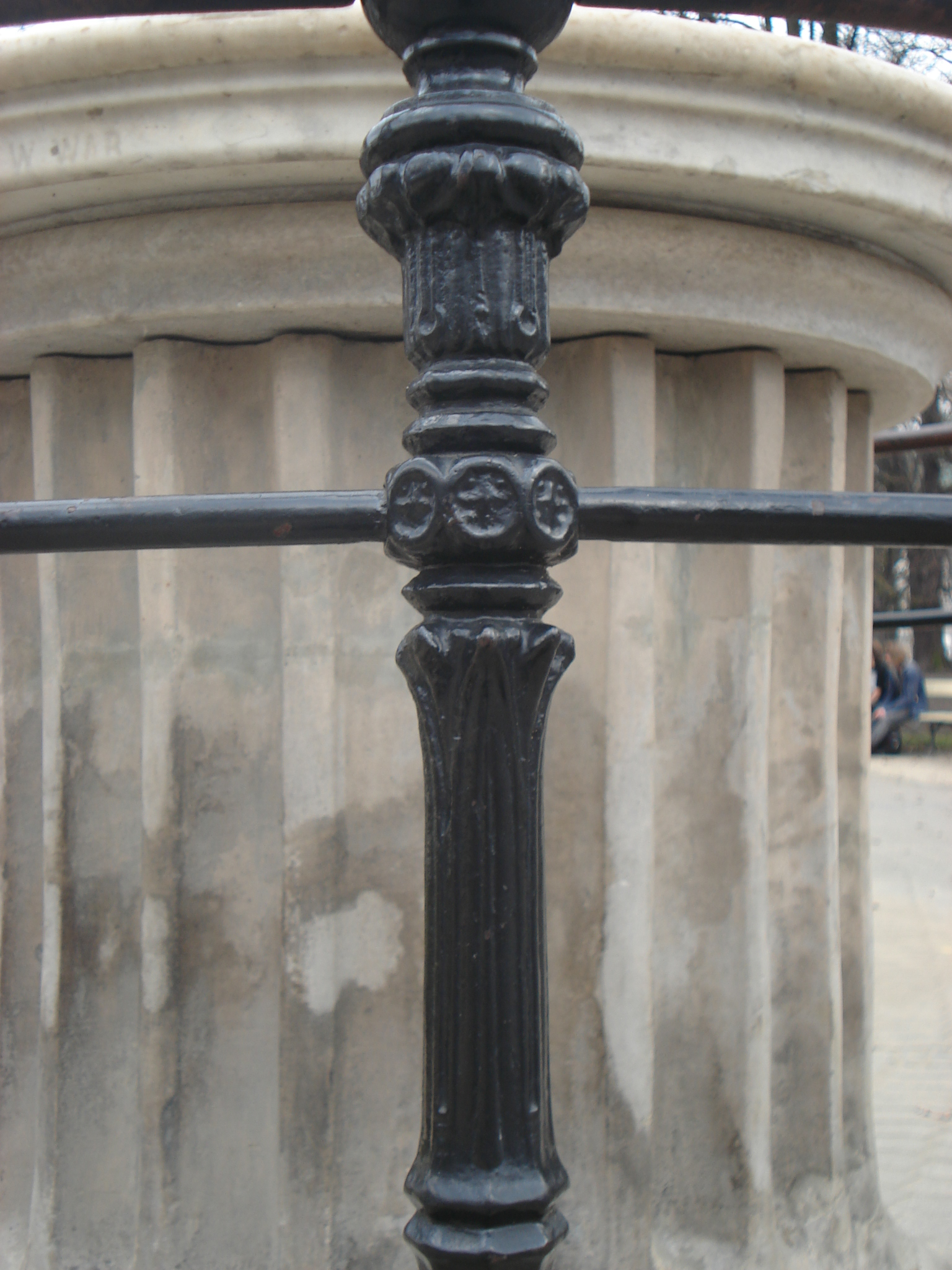
Fragment ozdobnej balustrady gnomonu